# Laky Zoltán (katona)
Laky Zoltán (Nemesócsa, Csehszlovákia, 1925 − 1994 október.) magyar katonatiszt, pszichológus, pedagógus, főiskolai oktató.

## Életútja, munkássága
1957-ben szerzett diplomát a Zrinyi Miklós Katonai Akadémián összfegyvernemi tagozaton. Katonatisztként szolgált a Magyar Néphadseregben, legtovább a Honvédelmi Minisztérium Kiképzési Csoportfőnökségén dolgozott, majd a Zalka Máté Katonai Műszaki Főiskolán tanított aktív, majd nyugdíjas korában is.
Felébredt érdeklődése a pszichológia és a pedagógia iránt, mivel a sorozásoknál, a katonatiszti beosztásoknál nagyon fontos alkalmassági-, képességi vizsgálatokat kellett elvégezni, másrészt a katonák pszichikai felkészítése is a katonai vezetőkre és oktatókra hárult. Ehhez nem volt elég a polgári pszichológusok munkájának igénybevétele (Geréb György, Rókusfalvy Pál stb.), kellettek kifejezetten katonai pszichológusok, akik a Varsói Szerződés seregeinek és a nyugati államok katonai pszichológiai tapasztalatainak hasznosítására is képesek voltak.
Igény volt arra, hogy egyre több katonai pszichológus legyen, az elsők egyike volt Laky Zoltán, aki 1963-ban pszichológus diplomát szerzett az Eötvös Loránd Tudományegyetemen, majd ugyanitt két évvel később a pedagógus diplomát is megszerezte. 1969-ben bölcsészdoktori diplomát szerzett katonai, szociográfiai, pszichológiai, pedagógiai témakörben, nevezetesen megvédte „A katonai főiskolákra 1968-ban jelentkezett fiatalok származásának, regionális megoszlásának és a katonai pályaválasztást befolyásoló motívumainak vizsgálata” című doktori értekezését.
Hivatásának gyakorlása mellett tanulmányokkal, tansegédletekkel segítette a katonai pszichológia és pedagógia legfrissebb eredményeinek gyakorlati alkalmazását, jobb megismerését. Nyomdokain egyre több hivatásos katona végzett pszichológia szakot, de e mellett továbbra is igénybe vették a polgári pszichológusok segítségét.

## Kötetei (válogatás)
- Tiszti pálya : Pályatükrök. Budapest, 1972
- Katonapedagógiai és pszichológiai tanulmányok. I-IV., Budapest, 1972−74
- Katonai kiképzés (oktatás) általános módszertana. Tansegédlet. Budapest, 1974
- A katonák pszichológiai felkészítése. Katonapedagógiai és pszichológiai tanulmányok IV. Budapest, 1974
- Hivatása tiszthelyettes / [írták Döndő Rezső, Kurusta János, Laky Zoltán, Major István] ; [szerkesztette és összeállította Döndő Rezső] Budapest : Zrínyi, 1978